# جون كامبل روس
جون كامبل روس (بالإنجليزية: John Campbell Ross)‏ هو عسكري أسترالي، ولد في 11 مارس 1899 في Newtown, Victoria ‏ في أستراليا، وتوفي في 3 يونيو 2009 في بنديجو في أستراليا.